# Eine hübscher als die andere
Eine hübscher als die andere ist eine deutsche Filmkomödie von Axel von Ambesser aus dem Jahr 1961.

## Handlung
Playboy Pitt Seeberg, Sohn reicher Eltern, ist gerade von einem Aufenthalt in den USA zurück nach Deutschland gekommen, wo er eigentlich in den Ford-Werken den Ernst des Lebens kennenlernen sollte, jedoch wieder nur mit Frauen Bekanntschaft geschlossen hat. Obwohl Pitt seinem Vater Otto verspricht, ein vollkommen neuer Mensch werden zu wollen, da der bei erneuten Frauengeschichten Pitt kein Geld mehr geben will, lädt sich Pitt sofort nach seiner Rückkehr unter Mithilfe seines Freundes Moritz Schröder seine drei Liebschaften Dorothee, Beate und Eva in seine Villa ein. Allen dreien will er ein Kleid aus Amerika schenken, das er jedoch erst in Deutschland anfertigen lässt. Da sein Bekannter, der Bühnenausstatter Edgar Dirksen, keine Zeit für die Anfertigung hat, gibt dieser den Auftrag an seine Mitarbeiterin Gaby Fabian weiter, die sich über den Playboy mokiert: Sie könne einen Playboy sofort erkennen und würde nie auf einen reinfallen. Pitt, der dies hört, wettet mit Edgar, dass er Gaby innerhalb einer Woche verführen wird.
Durch Moritz Schröders Mithilfe gelingt es Pitt, den Fahrstuhl in Gabys Arbeitsgebäude zum Stehen zu bringen. Obwohl er als Retter der eingeschlossenen Gaby auftreten wollte, Gaby jedoch die Treppe nahm, kann er ihr gegenüber wenigstens als Mechaniker auftreten und eine alte Frau aus dem Fahrstuhl retten. Er gibt vor, Moritz Schröder zu heißen und bei Auto-Kaiser als Automobilverkäufer zu arbeiten – sein Hausdiener Franz Kullmann vermittelt ihm umgehend eine Stelle bei Auto-Kaiser, die Pitt unter dem Namen seines Freundes antritt. Tatsächlich gelingt es ihm in der Folgezeit, Gaby gegenüber glaubwürdig als Automechaniker und -verkäufer entgegenzutreten und auch im Beruf steigt er wegen seines Verkaufstalents auf. Edgar Dirksen versucht zwar mehrfach, Pitt zu entlarven und ihn unglaubwürdig erscheinen zu lassen, doch kann Pitt jede verfängliche Situation meistern und auch zufällige Zusammentreffen mit Dorothee, Beate und Eva stets plausibel erklären. Selbst die Wohnung kann Pitt kurzfristig mit Moritz tauschen, der nun seine Freundin Lilly mit Pitts edler Villa begeistert.
Zur Freude seines Vaters will Pitt schließlich wirklich ein Arbeitsleben führen und mit Gaby an seiner Seite sesshaft werden. Er plant eine große Feier, auf der alle früheren Liebschaften, Freunde und Bekannten eingeladen werden. Da die Feier prompt an einem Abend stattfindet, an dem Gaby ihn zum Essen eingeladen hatte, gibt er ihr gegenüber vor, bis tief in die Nacht arbeiten zu müssen und erst kurz vor Mitternacht bei ihr erscheinen zu können. Er verschweigt ihr, dass er sie an dem Tag um ihre Hand bitten will und sie verschweigt ihm, dass dieser Tag ihr Geburtstag ist. Edgar, der ebenfalls zu Pitts Feier eingeladen ist, schaut vorher bei Gaby vorbei, um ihr zum Geburtstag zu gratulieren. Sie gesteht ihm, dass sie in Pitt verliebt ist und Edgar entscheidet sich, ihr die Wahrheit zu offenbaren. Er geht mit ihr zu Pitts Party, auf der dieser gerade von Dorothee, Beate und Eva ungeplant entkleidet wird. Entsetzt eilt Gaby aus der Villa und Moritz erklärt Edgar, dass Pitt sich tatsächlich ändern und er Gaby eigentlich um ihre Hand bitten wollte. Edgar zeigt sich am nächsten Tag zerknirscht und berichtet Gaby von Pitts lauteren Absichten. Er zeigt ihr die Verlobungsringe, die sie entweder annehmen oder sofort per Post an Pitt zurückschicken soll. Sie nimmt die Ringe und geht. Erneut gelingt es Moritz, den Fahrstuhl im Haus zum Stehen zu bringen – diesmal mit Gaby und dem bereits wartenden Pitt darin, die sich nun küssend um den Hals fallen. Wenig später findet eine Doppelhochzeit statt: Pitt heiratet Gaby und auch Moritz und Lilly werden getraut.

## Produktion
Eine hübscher als die andere wurde vom 3. März bis April 1961 in Berlin und im Ufa-Atelier Berlin-Tempelhof gedreht. Der Film erlebte am 19. Mai 1961 im Ufa-Palast Hamburg seine Premiere.
Im Film sind verschiedene Schlager zu hören:
- Diverse: Papa halt die Tochter fest
- Heidi Brühl: Caballero, Caballero
- Heidi Brühl: Das kann morgen vorbei sein

## Kritik
„Leichter Spaß um leichte Jungens“, urteilten die Filmblätter. Für das Lexikon des Internationalen Films war Eine hübscher als die andere ein „schwach-komisches Verwechslungslustspiel“. Cinema schrieb: „Trotz bekannter Gesichter nur eine biedere Posse. Fazit: Ein Gag langweiliger als der andere“.